# Кисиль, Ярослав Валентинович
Яросла́в Валенти́нович Киси́ль (укр. Ярослав Валентинович Кисіль; 31 мая 2003, Украина) — украинский футболист, защитник клуба ЛНЗ.

## Биография
Начинал играть в футбол за вышгородский «Диназ». Далее выступал за Олимпийский профессиональный колледж имени Ивана Поддубного и ДВУФК (Днепр)..
С 2020 года выступал за луганскую «Зарю». Играл в юношеском чемпионате Украины и молодёжном чемпионате Украины. В 2021 году вызывался в состав сборной Украины U-18. 18 ноября 2022 года дебютировал в чемпионате Украины, выйдя на замену в победном (4:1) матче против «Александрии».
15 февраля 2024 года присоединился к составу «Миная». За новый клуб дебютировал 7 марта того же года, в матче против «Зари».